# Sillon horaire
 (janvier 2010).
Pour les articles homonymes, voir Sillon.
Un sillon horaire, dans le domaine du transport ferroviaire, est « la capacité d'infrastructure requise pour faire circuler un train donné d'un point à un autre à un moment donné », autrement dit la « période durant laquelle une infrastructure donnée est affectée à la circulation d'un train entre deux points du réseau ferré ».

## Nombre de sillons
Le nombre de sillons disponibles sur une ligne donnée dépend de plusieurs facteurs. L'infrastructure elle-même impose certaines limites, en raison du nombre de voies présentes, du type de signalisation, du nombre de cantons. Par exemple, la conversion d'une voie à signalisation en block manuel au block automatique lumineux permet suivant les cas de doubler sa capacité.
La différence de vitesse entre les trains constitue un facteur variable. La capacité optimale est atteinte lorsque tous les trains circulent à la même vitesse et marquent les mêmes arrêts. Si ce n'est pas le cas, les trains les plus rapides finissent inévitablement par rattraper les plus lents, et l'on doit donc augmenter l'espacement entre trains pour limiter les interférences. On peut aussi choisir de ralentir les trains les plus rapides, c'est la domestication de sillon qui est par exemple souvent utilisée à l'approche des grandes agglomérations pour faire cohabiter trains grandes lignes et omnibus.
Si un train prend du retard au-delà d'une certaine limite, il « sort » de son sillon. Sur les lignes chargées cela occasionne des retards supplémentaires importants, car ce train perd toute priorité et est alors garé régulièrement pour laisser passer les circulations à l'heure.

## En Europe
En Europe, les opérateurs ferroviaires doivent acheter des sillons aux gestionnaires des infrastructures pour faire circuler des trains.
D'ordinaire, les opérateurs ferroviaires posent des demandes pour des sillons plusieurs mois à l'avance. Après une certaine date limite, le gestionnaire d'infrastructure décide de l'attribution des sillons. Certains gestionnaires distinguent plusieurs classes de sillons, avec des tarifs différents. Les sillons sont attribués selon les priorités indiquées par l'organisme responsable de l'allocation de capacité. Les demandes de capacité présentées après la date limite sont alors traitées dans la capacité résiduelle, c'est-à-dire après allocation des demandes présentées dans les temps ; le principe retenu est alors celui du premier arrivé, premier servi.

## Graphiques
Les sillons sont généralement représentés sur un graphique espace-temps appelé graphique de circulation, sur lequel, en France, le temps est représenté en abscisse, et la position est représentée en ordonnée. À noter que dans les pays germaniques, les axes des graphiques de circulation sont inversés avec le temps en ordonnée.
Ces graphiques étaient traditionnellement produits à la main, en anticipation (graphique théorique). Ils sont ensuite suivis en opérationnel par les régulateurs du trafic pour anticiper et gérer les conflits de circulation en cas d'aléas.
Depuis la fin des années 1980, les systèmes informatiques ont peu à peu remplacé le tracé à la main, permettant des gains d'efficacité.
La pente du sillon sur le graphique de circulation est déterminée par la vitesse de circulation du train. Ainsi, un train qui stationne sera représenté par un trait horizontal dans un graphique à la française, tandis qu'un train rapide aura une pente raide.

## Histoire
En France, en 2012, une décision de l'Autorité de régulation des activités ferroviaires rejette le principe de renouvellement prioritaire d'une année sur l'autre.

## Aspects économiques
La théorie économique traite de la question de l’allocation efficace des sillons.
Elles sont liées aux travaux académiques relatifs à la mise en œuvre pratique de procédures d’allocation de ressources rares et la « construction de marché » (le market design).  Dans la lignée des demandes de la FCC pour établir une procédure d’allocation  du spectre hertzien.
Toutefois, peuvent aussi exister des problématiques de comportements non concurrentiels, collusion, cartellisation ou corruption dans les processus d’enchères.

### Difficultés de définition des sillons
Tous les trains ne circulent pas à la même vitesse. Si un sillon d'une demi-heure peut avoir du sens pour un TGV, un train de fret n'aura pas le temps d'effectuer le même parcours dans le même temps.
Inversement, si le sillon est dimensionné pour un train de fret, il est impossible de l'allouer pour deux trains plus rapides concurrents l'un de l'autre.

Simulation du passage d'un train de marchandises suivi d'un train de voyageurs plus rapide dans le tunnel de base du Saint-Gothard montrant l'impact sur les sillons horaires.